# Joanna Lech
Joanna Lech (ur. 25 stycznia 1984 w Rzeszowie) – polska pisarka i poetka. 

## Życiorys
Ukończyła Podyplomowe Studium Literacko-Artystyczne Uniwersytetu Jagiellońskiego. Stypendystka Miasta Krakowa i Fundacji Grazella. Mieszka w Krakowie.

## Nagrody i nominacje
- Nagroda specjalna za debiut w X edycji Konkursu Literackiego PTWK, Warszawa 2010
- Grand Prix w VI Ogólnopolskim Konkursie Poetyckim im. Rainera Marii Rilkego, Sopot 2007[3]
- Nagroda główna w XIII Ogólnopolskim Konkursie Poetyckim im. J. Bierezina, Łódź 2007
- III nagroda w XIX Konkursie Poetyckim o Nagrodę im. K. K. Baczyńskiego, Łódź 2010
- nominacja do Wrocławskiej Nagrody Poetyckiej Silesius 2010 w kategorii debiut roku za tom Zapaść
- nominacja do Nagrody Literackiej Nike 2011 za tom Nawroty[4]
- nominacja do Nagrody Literackiej Nike 2017 za powieść Sztuczki[5]
- nominacja do Nagrody Literackiej Gdynia 2017 w kategorii proza za powieść Sztuczki[6]

## Twórczość

### Proza
- Sztuczki (Wydawnictwo Nisza, Warszawa 2016)
- Kokon (Wydawnictwo W.A.B., Warszawa 2019)[7]

### Poezja
- Zapaść (Oddział Łódzki Stowarzyszenia Pisarzy Polskich, Łódź 2009)[1]
- Nawroty (Wydawnictwo WBPiCAK w Poznaniu, Poznań 2010)
- Nic z tego / Nothing of this (OFF Press, Londyn 2011)
- Trans (Biblioteka Arkadii – pisma katastroficznego, tom 126, Instytut Mikołowski, Mikołów 2016)
- Piosenki pikinierów (Wydawnictwo FORMA. Fundacja Literatury imienia Henryka Berezy, Szczecin 2017)

### Antologie
- Poeci na nowy wiek (Biuro Literackie, Wrocław 2010)
- Pociąg do poezji (Kutnowski Dom Kultury, Kutno 2011)
- Almanach (Forum Wydawców we Lwowie, Lwów 2011)
- Poeci i poetki przekraczają granice. Sto wierszy (Wydawnictwo FA-art, Katowice 2011)
- Free Over Blood (Zeszyty Poetyckie/OFF Press, Londyn 2011)[8]
- Once Upon a Deadline (OFF Press, Londyn 2012)
- Węzły, sukienki, żagle. Nowa poezja, ojczyzna i dziewczyna (Złoty Środek Poezji, 2013)
- 2014. Antologia współczesnych polskich opowiadań (Wydawnictwo FORMA, 2014)
- Dzikie Dzieci. Antologia laureatów konkursu im. Jacka Bierezina (Dom Literatury w Łodzi, 2014)
- Przewodnik po zaminowanym terenie (OPT / Biuro Festiwalowe IMPART, 2016)
- Scattering the Dark: An Anthology of Polish Women Poets (White Pine Press, 2016)
- Znowu pragnę ciemnej miłości (W.A.B., 2018) (red.)
- 111. Antologia Babińca Literackiego 2016–2019 (Fundacja Duży Format, Warszawa 2020)